# Servando Rocha Pérez
Servando Germán Rocha Pérez (Santa Cruz de la Palma, 1974) és un editor, escriptor i assagista espanyol. És fundador i director de l'Editorial La Felguera i col·laborador com a columnista en diferents diaris i revistes.

## Biografia
Servando Rocha és un especialista dels moviments socials d'avantguarda i de la contracultura occidental. Ha publicat assajos sobre moviments artístics de l'underground com la Internacional Situacionista o The Angry Brigade. El 1996 va fundar el Col·lectiu de Treballadors Culturals La Felguera, vinculat a l'escena punk. Sota aquest nom es va publicar un fanzín amb el subtítol «la revista més compromesa del món» i es van fer accions d'agitació cultural a mig camí entre l'art i la política. El febrer de 2011 es va dissoldre com a grup mitjançant un comunicat titulat «Els treballadors culturals desapareixen. Ara els agents secrets són a tot arreu», naixent a continuació l'Editorial La Felguera com una societat secreta d'espies literaris. Rocha també va participa com a músic en grups de punk rock i durant nou anys va ser el bateria de la banda Muletrain.
A més de diversos assaigs, el 2009 Rocha va publicar una novel·la, Mirad a vuestros verdugos, «inspirada en l'atemptat d'un grup anarquista contra la furgoneta de la BBC que havia de retransmetre la final de Miss Món el 1969». El seu darrer llibre és La facción caníbal. Historia del vandalismo Ilustrado, en què hi apareixen l'art, el terror i el radicalisme polític units per un mateix ritu, la història de la fascinació de l'art pel terror des de Jack l'Esbudellador, els disturbis de Londres fins al punk i els atemptats contra el World Trade Center». Es tracta d'una narració coral amb una gran presència del rock and roll i tota mena de teories fosques i de la dissidència cultural a partir de la fascinació de l'art pel crim, de la qual s'ha arribat a dir que és «un artefacte incendiari, un mecanisme de detonació». Tant les obres pròpies com les de l'Editorial La Felguera han generat un intens debat. Els seguidors d'Anonymous, per exemple, han estat vinculats a l'editorial en basar-se en «manuals de guerrilla de la comunicació, textos anarquistes i situacionistes, el catàleg complet de l'editorial La Felguera i qualsevol document filtrat per Wikileaks».
El febrer de 2014 va publicar un llibre sobre la relació entre Kurt Cobain i l'escriptor William Burroughs, Nada es verdad, todo está permitido, publicat per Alpha Decay. El llibre ha estat qualificat com un «llibre hipnòtic».

## Obra publicada
- Todo el odio que tenía dentro, La Felguera, 2021.[11]
- Algunas cosas oscuras y peligrosas. El libro de la máscara y los enmascarados, La Felguera, 2019.
- La Horda. Una revolución mágica, 2017.
- El Ejército Negro, La Felguera, 2015.
- Nada es verdad, todo está permitido. El día que Kurt Cobain conoció a William Burroughs, Alpha Decay, 2014.
- La facción caníbal. Historia del vandalismo ilustrado, La Felguera, 2012.[12]
- Mirad a vuestros verdugos, La Felguera, 2009.
- Nos estamos acercando. Historia de Angry Brigade, La Felguera, 2008.
- Agotados de esperar el fin. Subculturas, estéticas y políticas del desecho, Virus Editorial, 2008.
- Historia de un incendio. Arte y revolución en los tiempos salvajes: de la Comuna de París al advenimiento del punk, La Felguera, 2006.
- Los días de furia. Contracultura y lucha armada en los Estados Unidos (1960-1985). De los Weathermen, John Sinclair y los Yippies al Black Panther Party y los Motherfuckers, La Felguera, 2004.